# Tom Schlüter
Tom Schlüter (* 7. März 1963 in Göttingen) ist ein deutscher Pianist, Komponist und Musikproduzent.

## Leben
Tom Schlüter lebte als Kind fünf Jahre lang in Brüssel und zog 1974 nach Frankfurt am Main. Nach dem Abitur begann er ein Klavierstudium bei Joachim Volkmann an der Hochschule für Musik und Darstellende Kunst Frankfurt am Main. Im Jahr 1986, nach seinem Studium, lebte er einige Monate in Brasilien.

## Musikalische Karriere
Schlüter übernahm 1990 die musikalische Leitung des Varieté-Orchesters im Frankfurter Tigerpalast. In dieser Zeit gründete er die Top-40 Band Sound of Frankfurt. Im Jahr 1995 gründete er die Tom-Schlüter-Band, die unter seiner Leitung die RTL Nachtshow mit Thomas Koschwitz begleitete. 1996 war er zunächst Keyboarder, dann Musical Director der Rockoper The Who's Tommy in Offenbach am Main. Von 1997 bis 1999 begleitete er als Pianist den Kabarettisten und Sänger Konrad Beikircher. Seit 2000 war er festes Mitglied des hr-Jazzensembles im Hessischen Rundfunk.
Zwischen 2000 und 2010 arbeitete Schlüter im eigenen Tonstudio „Off Town Music“ in Offenbach am Main.  Dort produzierte er 2006 zusammen mit seinem langjährigen musikalischen Freund, dem Schlagzeuger und Musikproduzenten Valery Brusilovsky, die Hommage an Frankfurt „Music of the City – Frankfurt am Main“.
Tom Schlüter stand als Pianist unter anderem mit Jermaine Jackson, Chaka Khan, Robert Palmer, Tom Jones und Percy Sledge  auf der Bühne und arbeitete als Studiomusiker und Musikproduzent für zahlreiche namhafte Künstler und Firmen. Er spielte u. a. das Unplugged-Album von Daniel Wirtz ein. Seit 2011 arbeitet er als freier Musik- und Medienproduzent.